# Сборная Узбекистана по футболу (до 17 лет)
Юношеская сборная Узбекистана по футболу до 17 лет — национальная команда, представляющая Узбекистан на международных турнирах по футболу, в составе которой могут выступать футболисты Узбекистана в возрасте до 17 лет (U-17). Национальная юношеская сборная до 17 лет находится под управлением Федерации футбола Узбекистана.

## История
Юношеская сборная "Белых волков" представляет Узбекистан на разных международных турнирах до 17 лет.
7 раз участвовала на Чемпионате Азии по футболу среди юношеских команд до 16 лет (U-16). На Чемпионате Азии 2010 U-16, который прошёл в Узбекистане, сборная Узбекистана дошла до финала турнира и проиграла решающий матч юношеской сборной КНДР со счётом 0:2. Юношеская сборная Узбекистана впервые играла в финале турнира, став также впервые серебряным призёром. В 2011 году новым наставником юниорской сборной до 15 лет (U-15) был назначен Дилшод Нуралиев. Под руководством Нуралиева сборная успешно прошла отборочный цикл на Чемпионат Азии среди юношеских команд до 16 лет 2012, который прошёл в Ташкент с 1 по 9 октября 2011 года, заняв первое место в группе.
На юношеском первенстве Азии до 16 лет в 2012 году в ОАЭ, сборная заняла 1-е место, выиграв в финале по пенальти юниоров Японии 3:2, после ничьи 1:1 в основное время. После этого успеха юношеская сборная Узбекистана до 16 лет стала первой национальной сборной страны, которой впервые удалось выиграть континентальный Кубок — Чемпионат Азии среди юниоров до 16 лет.
Свой дебют на Чемпионате Мира U-17 юношеская сборная до 17 лет отметила в 2011 году в Мексике. Сборной удалось выйти из группы, среди которой были сборные США, Чехии и Австралии.В 1/8 финала узбеки приделали уже знакомых австралийцев- 4:0. Однако в четвертьфинале Узбекистан был остановлен опытной юниорской сборной Уругвая, проиграв со счётом 0:2. Уругвай лишь в финале проиграл Мексике. Дебютное выступление юношеской сборной до 17 лет на Чемпионате в Мексике было первым крупным успехом национальных сборных команд Узбекистана на Чемпионатах Мира.
По итогам Чемпионата Азии U-16 в 2012 году, сборная квалифицировалась на Чемпионат мира по футболу среди юношеских команд 2013 в ОАЭ. С юношеской  сборной Дильшода Нуралиева как текущего Чемпиона Азии 2012, все связывали большие надежды на мундиале 2013. Сборная уверенно вышла из группы со 2-го места  с 7-ю очками, пропустив впёред лишь сборную Марокко по разности мячей. Но в 1/8 финала сборная неожиданно уступила Гондурасу с минимальным счётом 1:0. Матч с самого начала не удался сборной: на 24-й минуте рефери матча удалил защитника сборной Акрамжона Комилова. Из-за красной карточки в первом тайме Нуралиеву пришлось перестраивать игру и команда не смогла реализовать изначальную тактику на игру. Нуралиев перед матчем отметил, что команда будет  играть в атакующий футбол.
В 2013 году главным тренером юниорской сборной (U-15) назначен Тимур Алимходжаев. Сборная успешно прошла отборочный раунд в 2013 году и получила путевку на Чемпионат Азии U-16 2014 в Таиланде. 24 июня 2014 года новым главным тренером юношеской сборной Узбекистана до 16 лет (U-16) назначен Александр  Мочинов до этого возглавлявший клуб "Октепа". На Чемпионате Азии 2014 У-16 команда Мочинова не смогла преодолеть четвертьфинальный барьер. Сборная U-16 проигралa сборной Сирии 2:5 и лишилась путёвки на Чемпионат Мира 2015 до 17 лет. Мочинов покинул пост сборной.
Тренером новой сборной до 15 лет для подготовки к отборочным играм Чемпионата Азии 2016 U-16 был назначен Тимур Алимходжаев. Сборная удачно прошла квалификацию на чемпионат Азии 2016. На чемпионате Азии 2016 сборная Узбекистана не смогла  пробится в полуфинал, проиграв 0-2 сборной Ирака U-16.
В 2017 году новым тренером сборной до  15 лет был назначен Дильшод Нуралиев. В отборочном турнире на чемпионат Азии 2018, проходивший в Саудовской Аравии в сентябре 2017 года, юношеская сборная Узбекистана не смогла пройти квалификацию на чемпионат Азии впервые с 2006 года, заняв лишь 3-е место в группе. 27 сентября 2017 федерация футбола Узбекистана отправила в отставку Нуралиева за неудовлетворительный результат сборной.
20 марта 2018 года футбольная ассоциация Узбекистана назначила Азамата Абдураимова тренером сборной Узбекистана до 16 лет на новый отборочный цикл.

## Основные турниры
| Год  | Результат              |
| ---- | ---------------------- |
| 1992 | Не участвовала         |
| 1994 | Групповой этап         |
| 1996 | Групповой этап         |
| 1998 | Не прошла квалификацию |
| 2000 | Не прошла квалификацию |
| 2002 | 4-место                |
| 2004 | Групповой этап         |
| 2006 | Не прошла квалификацию |
| 2008 | Четвертьфинал          |
| 2010 | 2-е место              |
| 2012 | Чемпион                |
| 2014 | Четвертьфинал          |
| 2016 | Четвертьфинал          |
| 2018 | Не прошла квалификацию |
| 2020 | Прошла квалификацию    |
| 2023 | Прошла квалификацию    |

| Год  | Результат              |
| ---- | ---------------------- |
| 2011 | Четвертьфинал          |
| 2013 | 1/8 финала             |
| 2015 | Не прошла квалификацию |
| 2017 | Не прошла квалификацию |
| 2019 | Не прошла квалификацию |
| 2023 | Четвертьфинал          |

## Тренеры сборной
| - Алексей Евстафеев, U15- U17 (2009-2011) - Дилшод Нуралиев, U15- U17 (2011-2013) - Тимур Алимходжаев, U15- U16 (2013-2014) - Александр Мочинов, U16 (2014) | - Тимур Алимходжаев, U15- (2015-2016) - Дилшод Нуралиев, U15 (2017) - Азамат Абдураимов, U15- (2018-2020) - Олим Шокиров, U16- (2020-н.в) |  |